# Лай Хунсен, Жозе

Жозе Лай Хунсен (кит. José Lai Hung-seng, 14.01.1946 г., Макао) — католический прелат, епископ Макао с 30 июня 2003 года.

## Биография
Жозе Лай Хунсен родился 14 января 1946 года в Макао. 28 октября 1972 года он был рукоположён в священника.
23 января 2001 года Римский папа Иоанн Павел II назначил Жозе Лай Хунсена вспомогательным епископом Макао. 2 июня 2001 года состоялось рукоположение Жозе Лай Хунсена в епископа, которое совершил епископ Домингос Лам Гацзэун в сослужении с епископами Аркеминио Родригесом да Коса и кардиналом Иоанном Тонг Хоном.